# ریو هان بی
ریو هان بی (کره‌ای: 류한비؛ زادهٔ ۱۳ فوریه ۲۰۰۴) بازیگر اهل کره جنوبی است.

## فیلم‌شناسی

### فیلم
| سال  | عنوان           | نقش             | توضیحات  | منابع |
| ---- | --------------- | --------------- | -------- | ----- |
| ۲۰۱۵ | خیلی خوبه       | خویشاوند گون ته |          |       |
| ۲۰۱۵ | صدای یک گل      |                 |          |       |
| ۲۰۱۹ | قوی باش آقای لی | مین جونگ        | نقش مکمل | [ ۲ ] |

### مجموعه تلویزیونی
| سال  | عنوان                    | نقش                          | توضیحات      | منابع |
| ---- | ------------------------ | ---------------------------- | ------------ | ----- |
| ۲۰۱۳ | بزرگ‌ترین                 | دوست یونگ سون                | نقش مکمل     |       |
| ۲۰۱۵ | خانه کبودمرغ             | هه جی                        | نقش مکمل     |       |
| ۲۰۱۵ | دانشمند شبگرد            | بونگ هی                      | حضور افتخاری | [ ۳ ] |
| ۲۰۱۶ | قهرمان محلی              | ایم دا بین                   | نقش مکمل     |       |
| ۲۰۱۶ | به آزمایشگاهم خوش آمدی ۲ | جو سو ها                     | نقش مکمل     | [ ۴ ] |
| ۲۰۱۶ | دارودسته                 | کیم یو بین                   | نقش مکمل     | [ ۵ ] |
| ۲۰۱۷ | هپی لونر                 | جوانی نا جی یونگ             | نقش مکمل     |       |
| ۲۰۱۷ | شریک مشکوک               | جوانی چا یو جونگ             | نقش مکمل     | [ ۶ ] |
| ۲۰۱۷ | سزاوار نامت زندگی کن     | جوانی جوی یون کیونگ          | نقش مکمل     |       |
| ۲۰۱۷ | آرگون                    | کیم سو وو                    | نقش مکمل     | [ ۷ ] |
| ۲۰۱۸ | بیا و بغلم کن            | جوانی هان جی یی، گیل ناک وون | نقش مکمل     | [ ۸ ] |

### مجموعه اینترنتی
| سال        | عنوان      | نقش   | توضیحات  | منابع |
| ---------- | ---------- | ----- | -------- | ----- |
| ۲۰۲۳—اکنون | اکس‌او کیتی | یونیس | نقش مکمل | [ ۹ ] |